# Нягра (Арад)
Нягра (рум. Neagra) — село у повіті Арад в Румунії. Входить до складу комуни Дезна.
Село розташоване на відстані 375 км на північний захід від Бухареста, 74 км на північний схід від Арада, 112 км на захід від Клуж-Напоки, 106 км на північний схід від Тімішоари.

## Населення
За даними перепису населення 2002 року у селі проживали 154 особи, з них 150 осіб (97,4%) румунів. Рідною мовою 152 особи (98,7%) назвали румунську.